# Everybody knows this is nowhere (single van Neil Young)
Everybody knows this is nowhere is een lied dat werd geschreven door Neil Young. Samen met Crazy Horse bracht hij het in 1969 uit op een single. Op de B-kant stond het nummer The emperor of Wyoming van Young zonder Crazy Horse. Verder verscheen het dat jaar op zijn gelijknamige elpee.
Het lied gaat over een man die een bepaalde vrouw wil leren kennen in de plaats waar hij vandaan komt. De plaats waar hij nu is, vindt hij maar niets.

## Covers
Van het nummer verschenen verschillende covers op muziekalbums van met name indierock-artiesten. Voorbeelden van covers zijn van Rheostatics & Bourbon Tabernacle Choir (Borrowed tunes - A tribute to Neil Young, 1994), de band Ida (Ten small paces, 1997), David West & The Dead Strings (The Fiddle and the damage done - Pickin' on Neil Young, 1998), Tom Stevens (This note's for you too! - A tribute to Neil Young, 1999), Dumptruck (lemmings travel to the sea, 2001), Starbelly (Everyday and then some, 2002), Dar Williams (My better self, 2005), Matthew Sweet & Susanna Hoffs (Under the covers vol. 1, 2006), Carmen Townsend (Cinnamon girl, 2008), Bettye LaVette (Thankful n' thoughtful, 2012) en de Red Hot Chili Peppers (Rock & Roll Hall of Fame covers - ep, 2012).